# Prasat Ban Bu
 (décembre 2014).

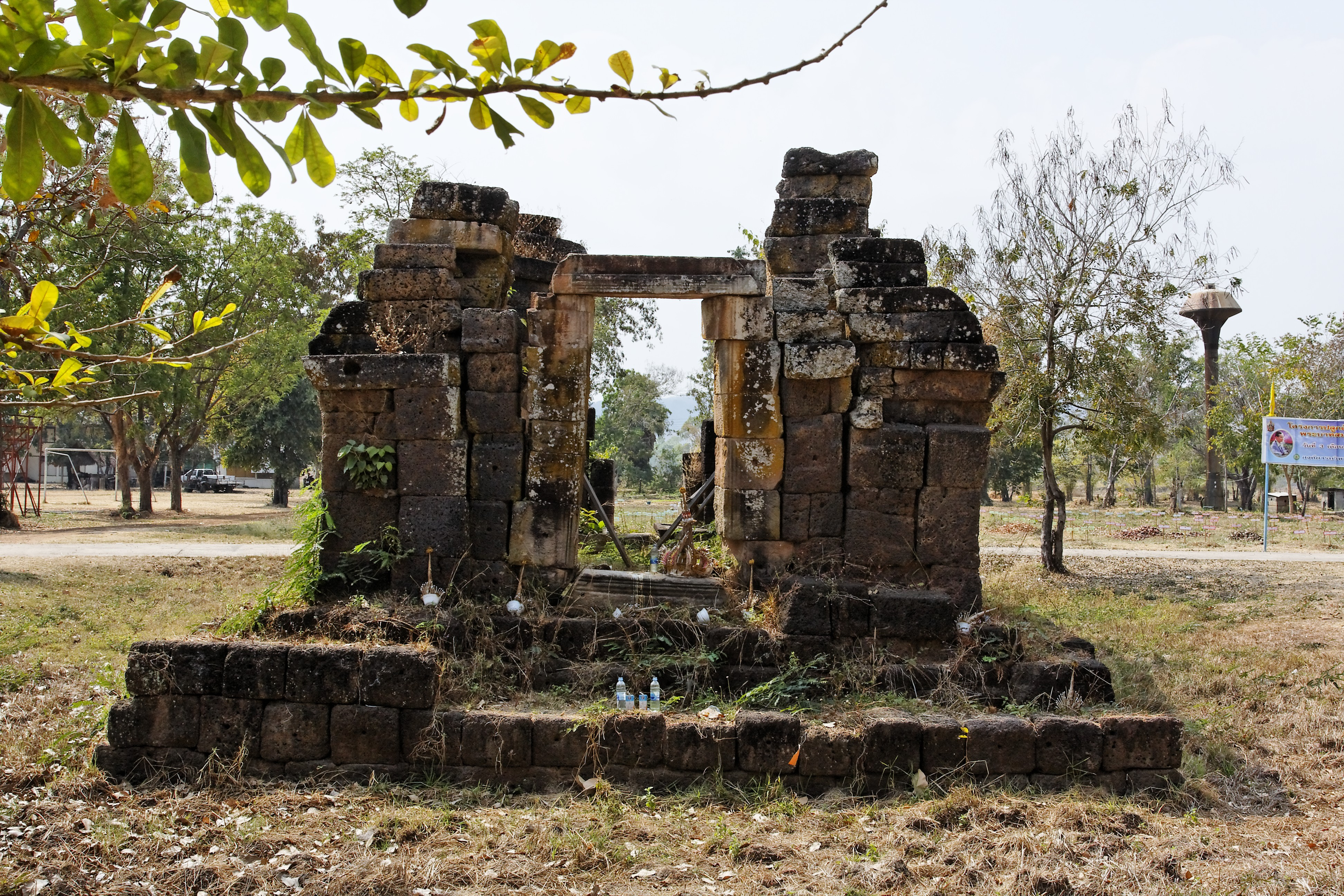

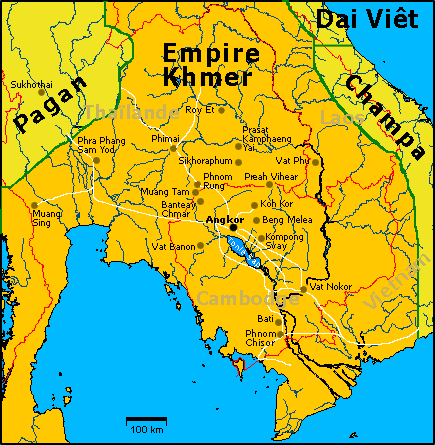
Principaux sites khmers

Le Prasat Ban Bu est un temple khmer de la fin du XIIe, début du  XIIIe siècle, construit par le roi Jayavarman VII. Il est situé sur le site de l'école du village de Ban Bu. C'est l'un des huit  dharmasalas identifiés à ce jour sur la route du Prasat Hin Phimai. Ces dharmasalas étaient distants d'environ quinze kilomètres les uns des autres, ce qui correspondait à une journée de marche. C'était à l'origine une tour de latérite  avec un long hall d'entrée de 11,5 mètres sur 5,1 mètres. Seuls les murs de la chapelle demeurent. La seule sculpture sur place est un panneau de grès représentant une rosette, probablement un apport d'un autre site.